# لوچیانو سانچز (بازیکن فوتبال، زاده ژانویه ۱۹۹۴)
لوچیانو سانچز (انگلیسی: Luciano Sánchez؛ زادهٔ ۲۵ ژانویهٔ ۱۹۹۴) بازیکن فوتبال است.